# Église Notre-Dame de Chaumont
L'église de Chaumont est située à Chaumont, dans le département de l'Yonne, en France.

## Description
Elle est constituée d’une nef de trois travées voûtées sur croisée d’ogives. Le chœur a une seule travée également voûtée sur croisée d’ogives mais de hauteur plus importante, et se termine par une absidiole percée de cinq petites baies élancées. La nef est flanquée d’un bas-côté au sud. La diversité stylistique des chapiteaux présents dans l’édifice montre le caractère roman de l’édifice et les différentes campagnes de construction.
L’église de Chaumont possède une tour-clocher de dimension importante. Elle fait partie d’une série d’églises du nord du diocèse de Sens qui possèdent toutes une tour-clocher très impressionnante.

## Historique
Selon la tradition, on fait remonter sa construction primitive à Salon, Vicomte de Sens en 1132.
L'édifice est inscrit au titre des monuments historiques en 1926.